# 62. brigada Slovenske vojske
Za druge 62. brigade glejte 62. brigada.
62. brigada Slovenske vojske je bila vojna brigada Slovenske vojske; nastanjena je bila v vojašnici Janka Premrla - Vojka v Vipavi.

## Zgodovina
Brigada je 17. marca 2000 prejela bojni prapor.

## Poveljstvo
Poveljniki
- major Drago Božac (27. avgust 2001 - )
- podpolkovnik Friderik Markovčič (? - 27. avgust 2001)